# 美国大城市的死与生
《美国大城市的死与生》（英語：The Death and Life of Great American Cities）是作家兼活动家简·雅各布斯1961年出版的一本书。该书对20世纪50年代的城市规划政策进行了批评，认为这种政策应为美国大量城市的邻里社区的衰落负责。该书反对当时的现代主义教条，并对美国有机的城市活力提出了独到的赞赏。

## 内容
雅各布批评了20世纪50年代和60年代的“理性主义”规划者（特别是罗伯特·摩西），认为现代主义城市规划忽视并过分简化了生活在不同社区的人的复杂性。她主张街道要可步行。令她震惊的是，城市规划者将波士顿北端（North End）充满活力的地区归为了需要城市开发的贫民窟。
她特别批评拆除整个街区的城市更新，例如旧金山菲尔莫尔区的案例（Fillmore district），造成贫困居民流离失所。她声称这些政策创建了孤立、不自然的城市空间，破坏了社区和创新经济。（见非场所和超现实）
- 主要用途混合（Mixed primary uses），在一天中不同时段内激活街道
- 小街段（Short blocks），允许更多步行者进入
- 各种年代和修复状态的建筑物
- 密度

有认为她的审美可以与现代主义者的审美观点相反，鼓励冗余和活力而非秩序和效率。她经常引用纽约市的格林尼治村作为充满活力的城市社区的一个例子。得益于她的写作和行动，该村庄以及很多相似的社区得到了保留或至少是部分保留。本书还在减缓加拿大多伦多猖獗的推倒重建中发挥了重要作用，雅各布斯曾在那里参与阻止士巴丹拿高速公路建设的活动。

## 简介
雅各布斯在作品开头说：“此书是对当下城市规划和重建理论的抨击。”她描述了1959年去波士顿北端社区的旅途，发现它既友好，又安全、健康，并将她的经历与她与该地区精英规划师和金融家的谈话形成鲜明对比，他们认为这是一个需要更新的“可怕的贫民窟”。她谴责主流城市理论是一种已经渗透规划者“貌似学问的迷信”，并也同样渗透了官僚和银行家的思想，她简要地追溯了这种“正统城市规划理论”的起源。

### 对正统城市规划的描述
在总结当代城市规划理论的发展时，她从埃比尼泽·霍华德（Ebenezer Howard）的田园城市（Garden city，或译“花园城市”）说起。有认为田园城市是一个新的总体规划形式、远离19世纪晚期伦敦的喧闹和肮脏的自给自足的城镇，被农业绿化带环绕，学校和住房围绕着一个高度规划的商业中心。每个田园城市最多可以居住30,000名居民，并追求永久性的公共权力机构仔细规范土地使用，并抵制增加商业活动或人口密度的诱惑。只要掩盖在绿地后面，工业工厂是允许建在周围的。田园城市概念最早在英国萊奇沃思和韋林花園市，以及美国新泽西州拉德布恩（Radburn）郊区的发展中得到实现。
雅各布斯通过美国名人劉易斯·芒福德（Lewis Mumford）、克莱伦斯·斯坦恩（Clarence Stein）、亨利·赖特（Henry Wright）和凯瑟琳·鲍尔（Catherine Bauer），来追踪霍华德的影响力，他们是被鲍尔称为“非中心主义者”（Decentrists）的一群思想家。非中心主义者建议使用区域规划作为改善拥挤的城市的困境的手段，吸引居民在低密度边缘和郊区的开始新生活，从而减少城市核心的拥挤。雅各布斯强调了田园城市倡导者和非中心主义者的反城市偏见，特别是他们一些共通的直觉：社区应该是自足的单位；混合土地使用造成了混乱、不可预测和消极的环境；街道对人类互动而言是糟糕的场所；房子应该从面向街道转为面向荫庇的绿地；由干道提供的超级街段优于交叉路口一个接一个的小街段；任何重要细节都应由永久性规划决定，而不是由有机活力所塑造；并且应该阻止人口密度增加，或至少伪装之以产生隐秘感。
雅各布斯针对勒·柯布西耶继续调查正统城市规划，其光辉城市的概念设想大公园内有二十四座高耸的摩天大楼。表面上看，这与非中心主义的低层低密度理想不一致，但勒·柯布西耶提出的垂直城市，每英亩住1,200名居民，实为花园城市基本概念——超级街段（super-block）——的一种延伸，规范的社区规划，方便汽车进入，并插入大片草地，以便让行人远离街道——进入城市本身，其目标显然是重新制造萧条的市中心。在导言的结尾，雅各布斯提到了了城市美化运动，该运动以市民中心、巴洛克式林荫大道和新的标志性建筑美化了市中心地区。这些努力借鉴了其他背景下的概念，例如与自然步行路线脱节的单一用途公共空间以及对芝加哥世界博览会展览场地的模仿。

### 正统城市规划理念的来源
- 埃比尼泽·霍华德，《明日的田园城市》（Garden Cities of To-morrow）
- 劉易斯·芒福德，《城市文化》（The Culture of Cities）
- 帕特里克·格迪斯爵士，《进化中的城市》（Cities in Evolution）
- 凯瑟琳·鲍尔，《现代住房》（Modern Housing）
- 克来伦兹·斯坦恩，《迈向新城镇的美国》（Toward New Towns for America）
- 雷蒙德·昂温爵士，《拥挤无益》（Nothing Gained by Overcrowding）
- 勒·柯布西耶，《明日之城市》（The City of Tomorrow and Its Planning）

### 对正统城市规划理念的批判
雅各布斯承认，田园城市和非中心主义者的想法在他们自己的话语下是说得通的：吸引隐私导向、爱好汽车的人士的郊区小镇应该吹捧它的绿地和低密度住房。雅各布斯的反正统挫折源于这样一个事实，即他们的反城市偏见在某种程度上成为了关于如何设计城市本身的主流学术和政治共识中不可分割的一部分，在课程以及联邦和州立法中被奉若神明，其影响包括但不限于住房、抵押融资、城市更新和分区决策。“这是这个悲哀的故事中最令人吃惊的事：最终，那些真诚地想要强化大城市的人们却接受了这些目的非常明确的、以破坏甚至摧毁城市的系统为己任的处方。”她对勒·柯布西耶不太同情，并沮丧地指出对于这座梦幻城市，无论有多不切实际、脱离现有城市的实际情况，却“受到了建筑师们狂热的欢呼并且逐渐在从低收入住宅到办公楼等众多建筑项目中得到体现，” 她进一步表示担心，孤立的城市美化的努力寻求避免被“日常城市”（the workaday city）污染，却未能吸引游客而惨淡收场，表现出现了令人讨厌的流浪和凋敝破落等倾向，并且讽刺的是反而加速了城市消亡的步伐。
雅各布斯将人行道作为维持城市秩序的中心机制：“这种秩序充满着运动和变化，尽管这是生活，不是艺术，我们或许可以发挥想象力，称之为城市的艺术形态，将它比拟为舞蹈。”对于雅各布斯而言，人行道是“复杂的芭蕾舞”的日常舞台，其中“每个舞蹈演员在整体中都表现出自己的独特风格，但又互相映衬，组成一个秩序井然，相互和谐的整体。”
雅各布斯认为城市与小镇、郊区根本不同，主要是因为他们充满了陌生人。更准确地说，陌生人与熟人的比例在城市的任何地方都是不平衡的，甚至在他们的家门口，“仅仅从一小块区域人口的数量来看，这种可能性也是肯定存在的。”因此，城市面临的一个主要挑战是让居民感到安全，并在大量流动的陌生人中融入社会。鉴于其在预防犯罪和促进与他人交流方面的作用，健康的人行道是实现这些目标的关键机制。
雅各布斯强调，城市人行道应该与人行道周围的物理环境相结合。正如她所说：“城市的人行道，孤立来看，并不重要，其意义很抽象。只有在与建筑物以及它旁边的其他东西，或者附近的其他人行道联系起来时，它的意义才能表现出来。”

### 安全
雅各布斯认为，城市人行道和人行道的使用者能积极参与阻止混乱和保护文明。他们不仅仅是“被动的安全受益者或无助的危险受害者”。健康的城市人行道并不依赖于持续的警察监视来保证其安全，而是依靠“互相关联的，非正式的网络来维持的，这是一个有着自觉的抑止手段和标准的网络，由人们自行产生，也由其强制执行。”雅各布斯发现，使用良好的街道往往相对安全、免于罪案，而废弃的街道往往不安全，她认为大量的人的使用可以阻止大多数暴力犯罪，或至少确保一定数量的第一时间反应的人，以减轻混乱事件的影响。街道越是熙熙攘攘，路过的陌生人沿其步行或从中观看就越有趣，形成更多的无意识的保安，他们可以在麻烦到来前发现迹象。换而言之，健康的人行道将城市的大量陌生人从负债转变为资产。当街道由他们的“天然居住者”（natural proprietors）监视时，自我执行机制尤其强大，他们喜欢观看街头活动，自然地投身于其不成文的行为准则中，并确信其他人在必要时会支持他们的行为。它们构成了管理人行道秩序的第一道防线，当情况需要时由警察当局起补充作用。她进一步总结了城市街道维护安全所需的三个必要素质：1）公共和私人空间之间的明确划分；2）街道上的眼睛和足够的面向街道的建筑物；3）街道要总有人盯着，保证有效监控。随着时间的推移，相当多的犯罪学研究在预防犯罪方面使用了“街道眼”（eyes on the street）的概念。
雅各布斯将天然居住者与“过路鸟”（birds of passage）作对比，这些短暂而未投资的街区居民“没有一点谁在看管着街道或如何看管的概念”。雅各布斯警告说，虽然街区可以吸收大量的这些人，但“如果整个街区的人都变得和他们一样，他们就会慢慢地发觉街道不安全了，继而……转移到其他安全一点的街区，尽管天晓得那里是不是更安全。”
雅各布斯在空旷的街道和高层公共住宅中空无一人的走廊、电梯和楼梯间之间作了类比。这些“无人监视”（blind-eyed）的空间，仿照上层社会公寓生活的标准，但缺乏门禁、看门人、电梯工、楼宇管理，或相关的监督功能，没有能力应对陌生人，因此陌生人的存在“自然是一种威胁”。它们对外敞开，但却无法从外面看见，因此“缺乏一般街道常有的监视和约束”，破坏性和恶意行为频发。随着居民逐渐感到公寓外不安全，他们越来越多地脱离建筑物的生活，并表现出“过路鸟”的倾向。这些麻烦并非不可逆转。雅各布斯声称，布鲁克林项目通过将走廊向公众视线敞开，成功地减少了故意破坏和盗窃，将它们配置为游戏空间和狭窄的门廊，甚至让租户将它们用作聚餐地点。
基于繁忙的行人环境是城市安全的先决条件这一理念，在没有狭义的监视力量的情况下，雅各布斯建议“沿着人行道的边上三三两两地布置”足够的商店、酒吧、餐馆和其他公共场所。她认为，如果城市规划者坚持忽视人行道生活，随着街道变得荒凉和不安全，居民将采取三种应对机制：1）离开街区，将危险留给那些无法搬迁的穷人，2）撤退到汽车，只作为驾驶者与城市互动，而永不步行，或3）培养一种街区“地盘制度”（the institution of Turf），将高档社区和令人讨厌的环境用防旋风围栏和巡逻员隔离。

### 交往
人行道生活令一系列日常的公共互动成为可能，从询问方向和向杂货店询问建议，到向路人点头招呼和欣赏新狗。“大多数事情都完全是小事一桩，但是小事情集在一起就不再是小事。”其集在一起就是“公共尊重和信任的一张网络”，其实质上“并不意味着个人必须要承担的责任”，并保护了珍贵的隐私。换句话说，城市居民知道他们可以参与人行道生活，而不必担心“纠缠不清的关系”或过度分享生活细节。雅各布斯将其与包括低密度郊区在内的没有人行道生活的地区进行对比，在其中居民必须将其私人生活的更重要部分暴露给少数亲密接触者，否则就会完全失去联系。为了维持前者，居民必须极其慎重地选择邻居及其社团协会。雅各布斯认为，这种安排“对那些自我标榜的上中阶层确实很合适”，但在其他任何人身上完全不奏效。
没有人行道生活的地方的居民习惯于避免与陌生人进行基本的互动，特别是和那些收入、种族或教育背景不同的人，以致于他们无法想象可以与他人有多深厚的个人关系。在任何繁华的人行道上，这都是错误的选择，每个人都享有同样的尊严、通行权和互动的动力，而不必担心损害个人隐私或产生新的个人义务。这样一来，除了公共熟人数量大幅减少之外，郊区居民的社交生活隐私性反而低于城市居民。

### 孩子的同化
人行道是孩子们在父母和街道其他天然居住者普遍的监督下玩耍的好地方。更重要的是，在人行道上孩子能学到“成功的城市生活最基本的东西：人们相互间即使没有任何关系也必须有哪怕是一点点对彼此的公共责任感。”在无数微小的互动中，孩子们吸取了这样一个事实，即人行道上的天然居住者为他们的他们的安全和幸福付出了投入，哪怕他们没有亲属关系、亲密友谊或正式责任。这一课不能通过雇佣帮手制度化或复制，因为它本质上是一种有机和非正式的责任。
雅各布斯指出，人行道理想的宽度为30到35英尺，能够满足一般游戏的需求、为活动遮阳的树木、行人行走、成人公共活动，甚至闲庭漫步。然而，她承认，这个宽度在汽车时代是一种奢侈品，但令人欣慰的是20英尺的人行道——除绳索跳跃外仍能够支持有活力的混合使用——仍然可以找到。即使没有适当的宽度，只要位置方便且街道有趣，人行道也可以成为儿童聚集和发展的有利场所。

## 公园的作用
正统的城市规划视公园为“给予城市贫困人口的恩惠”。雅各布斯颠倒这种关系，并“把城市的公园视为是一些‘贫困的地方’，需要生气与欣赏的恩惠”。公园活跃和成功的原因与人行道相同：“周围地区功能的多样化，以及由此促成的使用者及其日程的多样化。”雅各布斯提供四种良好的公园设计原则：互构性（刺激多种用途和反复使用者）、中心作用（主要十字路口、暂停点或高潮）、阳光作用和封围作用（建筑物的存在和多样的周边环境）。
街区人行道的基本规则也适用于街区公园：“生机和多样性产生更多的生机，而沉寂和单调则让生机远离。”雅各布斯承认，在一个热闹的社区中心设计精心设计的公园可能是一笔巨大的财富。但由于大量有价值的城市投资没有资金支持，雅各布斯警告说“休憩玩乐场地和住宅摊用地太大，数量太多，而质量又太敷衍了事，位置又太不合适，因此对使用者来说也就太单调，太不方便。”

## 城市街区
雅各布斯对城市社区的正统概念感到愤怒，在传统定义下，城市社区是拥有约7000个居民的模块化、封闭的群体，该人口大约为支持一所小学、便民商店和社区中心的规模。雅各布斯认为这个定义是狭隘而随意的；伟大的城市的一个特点是居民的流动性和不同大小、特征的不同区域的使用流动性，而不是模块化的碎片。雅各布斯给出的替代方案是在三个层面的地理和政治组织下定义社区：城市层面、街道层面和地区层面。
整个纽约市本身就是一个街区，也是公共资金流动、行政和政策决策，以及代表地区解决一般福利冲突的“父母”街区。创建志同道合的社区、协调当地的活动的公民协会和特殊利益集团——从歌剧社团到公共工会——通常在城市层面形成。在尺度的另一端，单独的街道——例如格林威治村的哈德逊街——也可视为街区。如本书其他部分所述，街道层面的城市街区应该追求足够频繁的商业、普遍的活力、使用和关注，以维持公共街道生活。它们不是固定长度的离散单位，而是所有邻近街道街区的经济和社会连续体。
最后，格林尼治村地区本身就是街区，具有共同的功能身份和共同的特性。地区的主要目的是协调街道街区的需求与城市层面的资源分配和政策决策。雅各布斯估计，一个城市地区的最大有效面积为20万人和1.5平方英里，但相对空间上的定义，她更推崇功能上的定义：“大到足够能与市政厅进行抗争，但是不能太大，以致街道街区无法引起地区的注意，也就说不上话了。”区域边界是流动的和重叠的，但有时由物理障碍物如主要道路和地标界定。
雅各布斯推荐的城市有效街区规划的四大支柱是：
- 造就生动有趣的街道
- 在城市辖下具有小城市的面积和力量的地区内尽可能地促成具有这种特性的街道网
- 将公园、广场和公共建筑作为街道特性的一部分来使用，从而强化街道用途的多样化，并将这些用途紧密地编织在一起。公园、广场等的使用不应该各行其事，互相分离，或与地区内的街区的用途互不关联
- 要突出一些地域的功能身份

雅各布最终将街区质量定义为一种随着时间的推移，采用住宅合作、政治影响力和金融活力的组合以治理和保护自身的功能。“一个成功的街区应该能够知晓自己的问题，不至于导致问题成堆而积重难返。失败的街区是一个被问题纠缠，甚至在越积越多的问题面前无可奈何、不知所措的地方。”

## 遗产
本书仍然是雅各布斯最具影响力的书，并且仍獲规划专业人士和公众广泛阅读。它已翻译成六种语言，售出超过25万份。城市理论家劉易斯·芒福德（Lewis Mumford）虽然对她的方法论有所批判，却鼓励了雅各布斯在“纽约书评”中的早期写作。 罗伯特·卡罗（Robert Caro）引用雅各布斯的著作并视之为对他为羅伯·摩斯立的传记《权力经纪人》（The Power Broker）一书的最大影响。Samuel R. Delany的《Times Square Red, Times Square Blue》一书很大程度上依赖《美国大城市的死与生》来分析城市研究领域内社会关系的本质。